# St. Laurentius (Vincenzenbronn)

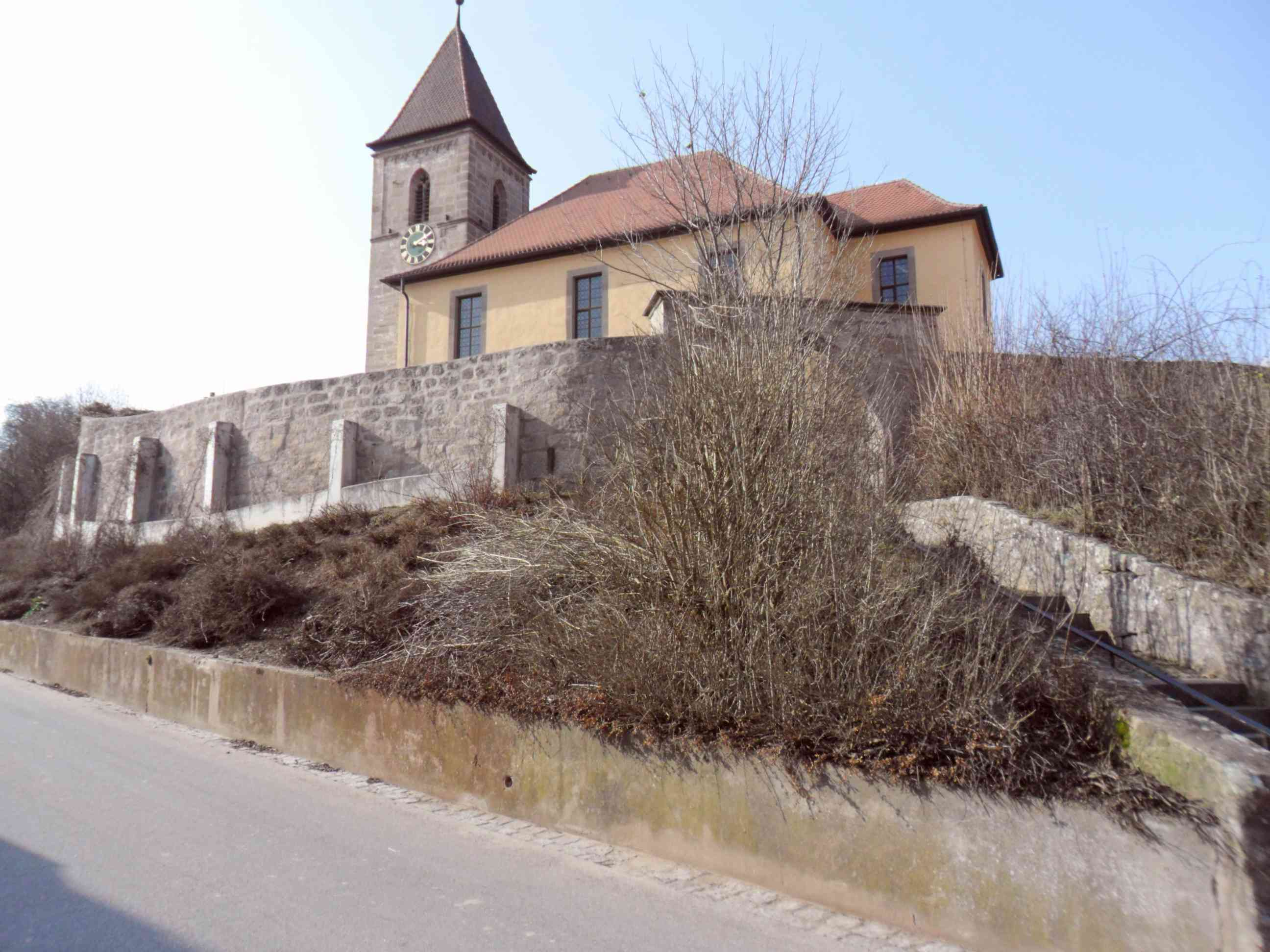
St. Laurentius (Vincenzenbronn)

Die denkmalgeschützte, evangelisch-lutherische Filialkirche St. Laurentius  steht in Vincenzenbronn, einem Gemeindeteil der Gemeinde Großhabersdorf im Landkreis Fürth (Mittelfranken, Bayern). Die Kirche ist unter der Denkmalnummer D-5-73-115-31 als Baudenkmal in der Bayerischen Denkmalliste eingetragen. Die Kirchengemeinde gehört zur Pfarrei von St. Walburg (Großhabersdorf) im Dekanat Fürth im Kirchenkreis Nürnberg der Evangelisch-Lutherischen Kirche in Bayern.

## Beschreibung
Die Saalkirche besteht aus einem 1748 nach einem Entwurf von Johann David Steingruber erneuerten, verputzten Langhaus, das mit einem Walmdach bedeckt ist, einem eingezogenen, gerade geschlossenen Chor im Osten und einem quadratischen Kirchturm im Westen aus Quadermauerwerk, dessen untere Geschosse aus dem 14. Jahrhundert stammen, der 1473 aufgestockt und 1811 mit einem Pyramidendach bedeckt wurde. Der Innenraum des Langhauses hat umlaufende Emporen. Der Kanzelaltar im Chor stammt aus der Bauzeit. Die heutige Orgel mit 7 Registern, einem Manual und einem Pedal wurde 1843 von Augustin Bittner gebaut.